# Наташа Найс
Наташа Найс (на английски: Natasha Nice) е артистичен псевдоним на американската порнографска актриса от френски произход Татяна Лоран (Tatiana Laurent), родена на 28 юли 1988 г. във Фонтене-су-Буа, регион Ил дьо Франс, Франция.

## Награди и номинации
Номинации за индивидуални награди
- 2008: Номинация за AVN награда за най-добра нова звезда.[3]
- 2012: Номинация за AVN награда за най-добра актриса – „Скъпа Аби“.[4]
- 2013: Номинация за AVN награда за най-добра актриса – „Любовта е опасна игра“.[5][6]